# Schronisko turystyczne pod Wielką Raczą
Schronisko turystyczne pod Wielką Raczą – nieistniejące górskie schronisko turystyczne w Beskidzie Żywieckim, w Rycerce Górnej Kolonii, pod Wielką Raczą.

## Historia
Schronisko funkcjonowało w latach 20. i 30. XX wieku w stylowej leśniczówce. Na mapach było oznaczone jako miejsce noclegowe. Prawdopodobnie straciło na znaczeniu po uruchomieniu  schroniska na Wielkiej Raczy i na Przegibku. Obiekt nie istnieje współcześnie.